# 万波誠
万波 誠（まんなみ  まこと、1940年10月19日 - 2022年10月14日）は、日本の医師。元宇和島徳洲会病院泌尿器科部長。

## 経歴・人物
1940年岡山県の生まれ。岡山県立閑谷高等学校卒業。1969年に山口大学医学部卒業。1970年、愛媛県宇和島市立病院に勤務。1975年、アメリカ・ウィスコンシン大学留学、インドネシア出身のオランダ人外科医ベルツァー（Folkert O. Belzer）の元で腎臓移植を学ぶ。日本に帰国後の1977年、宇和島市立病院で初めて腎臓移植手術を行った。その後、これまでに約1,000件の腎臓移植手術を行ったと言われている。
2004年、新規開院した宇和島徳洲会病院に転職し現職となる。2022年4月、岡山県笠岡市立市民病院へ異動。
2022年10月14日、心筋梗塞のため岡山県備前市の病院で死去。81歳没。

## 宇和島臓器売買事件
2006年、万波が執刀した生体腎移植に関連した臓器売買事件が発覚した。その後の裁判の過程で2人の被告は「万波先生には初めから他人であること、対価についても話をした」などと万波が事前に臓器売買を知っていたことをうかがわせる供述をしたが、万波自身はそのような事実は一切ないと否定し責任も問われなかった。

## 病気腎移植問題
臓器売買事件の報道が過熱する中、癌や肝炎、腎炎などの疾患に罹患している第三者から腎臓を摘出、これを腎不全患者に移植していたことが、調査により発覚した。いわゆる病気腎移植問題である。 
これに対しては、内科的治療を充分に行わずにネフローゼ症候群患者の腎臓を摘出した 、HBs抗原陽性ドナーから持ち込まれたB型肝炎ウイルスがレシピエントの死因となった可能性は否定できない、インフォームド・コンセントが適切に行われていない、倫理委員会の審査等の実験的・研究的医療に必要な手続きがなされていないなどの批判が起こった。
また移植をしない患者には冷たい、移植後に問題が起きると途端に素っ気ない対応をする、頑固で人の助言や忠告を聞こうとしない性格のために病気腎移植が繰り返された、などという万波に対する評価がある。一方で万波の人柄と技量に心酔する熱心な患者、支持者は非常に多い。万波の素朴な人柄と患者と同じ目線で治療に望む姿勢は、2018年3月にNHK Eテレで放送された「ノーナレ」、また2018年7月に同じくEテレで放送されたETV特集「悪魔の医師か赤ひげか」での取材を通してみられる。「ノーナレ」においては、病理学者である難波鉱二広島大学名誉教授によりレシピエントへの癌の再発はほぼないこと、移植腎の生着率は死体腎移植よりはるかに高く生体腎移植に近いことを自らの調査研究結果を元に示している。「悪魔の医師か赤ひげか」において、米国の移植医療関係者へのインタビューで、病腎移植は欧米では普通に行われている治療であること、また「万波医師の話を聞いた時、いったい何が問題なのか理解できなかった」ことが明らかにされている。
2007年9月、厚生労働省はこれら病気腎移植が通常の保険診療ではなく診療報酬の不正請求に当たると指摘、万波の保険医登録を取り消す行政処分の検討に入る。そして万波と宇和島徳洲会病院の弁明を聴くため2008年2月に第1回聴聞会が開かれたが、病院側が開催手続きの不備を主張し実質審議に入れず、5月に予定されていた2回目の聴聞会は直前になって愛媛社会保険事務局が延期を決め、以降、聴聞会は開かれていない。万波の修復腎移植により社会復帰を果たした患者、その他万波の治療を受けている患者、修復腎移植を評価している人達などが中心となった万波の支援者は、6万人もの病腎移植の継続を求める署名を集め厚生労働省に提出した。一方で杉浦正建元法務大臣を会長とした超党派議員により「修復腎移植を考える超党派の会」が結成され、修復腎移植の存続を目指す政治家の活動が開始された。
病気腎移植が明るみに出た2006年11月以降、日本移植学会幹部らが万波の病気腎移植を批判した際などに、万波に対して名誉棄損にあたる発言をしたとして、2009年9月、学会幹部ら4人を相手取り計4400万円の損害賠償を求める訴えを松山地裁に起こしている。
2009年12月30日、宇和島徳洲会病院において、協力病院である広島県の呉共済病院とともに病気腎移植を臨床研究として再開した。術後の経過はドナー、レシピエントともに順調という。
2015年12月6日、宇和島徳洲会病院において、国内13例目の病気腎移植を第三者間で実施、同時に厚生労働省に対し先進医療の申請を提出した。

## その後の動き
2017年に病気腎移植を厚生労働省の審査部会が条件付きで先進医療として承認した。「病気腎移植」の臨床研究をしている万波は宇和島徳洲会病院内にて「今回の結果が、腎臓を提供してくれるがん患者の増加につながれば、移植を待つ患者にとって大きな意味がある。」と喜び、がん治療で取り出した腎臓を別の腎臓病患者に移植することから「捨てるはずの腎臓なら、移植を受ける患者は精神的にも経済的にも負担が少ない。画期的だ。」と述べたという。
- 2017年10月19日　厚生労働省は第63回先進医療技術審査部会、東京西徳洲会病院（東京都）が申請した修復腎移植術について審議、同移植術を先進医療に条件付きで適用することを決めた。これを受け徳洲会グループは、同部会で出された条件をクリアし、同移植術への先進医療の正式適用を目指す。  安富祖久明・副理事長は、「修復腎移植術が先進医療として認められるということは、『技術』として認められるということです。腎移植を待っている患者さんに新たな道ができました。今後、徳洲会グループ以外の医療機関でも同移植術が実施される可能性があります」と展望。  修復腎移植臨床研究責任者である小川由英・東京西徳洲会病院腎臓病総合医療センター長は、「条件付きながら『適』をいただきました。これもひとえに腎移植を待っている患者さんの熱意が委員の先生方に伝わったのだと思います。『患者さん第一』という徳洲会の理念に基づき、条件をクリアし、その熱意に応えていきたいです」と意気込みを見せた。